# 免疫関連有害事象
免疫関連有害事象(めんえきかんれんゆうがいじしょう、immune-related Adverse Events: irAE)は、がんの治療として免疫チェックポイント阻害剤（immune checkpoint inhibitor:ICI）を使用中、あるいは休薬中に発生する有害事象の総称である。従来の抗がん剤にみられた副作用（髪が抜ける、発疹 、 発熱 、 頭痛 、 味覚異常）の頻度は低いものの、急激に症状が悪化する、これまでの抗癌剤の副作用とはことなる臓器に症状が出る（非臓器特異的）、休薬中にも発症するほか、対応にはステロイドなどの免疫抑制剤の大量投与が必要である点、がん治療を担当している医師以外にもかかりつけ医、看護師や技師などもirAEについて知識が必要とされる点からも通常の副作用とは区別されている。

## 解説
有害事象はある治療法の後に生じた因果関係を問わない有害な現象全般を指すが、irAEとして取り扱われているものはおおよそICIの副作用として考えられているものを指すので、免疫関連副作用（immune-related Adverse Effect: irAE）という表現をとる場合もある。

### 免疫チェックポイント阻害剤の作用機序
人間には生来、悪性腫瘍（がん）となった自己の細胞を異物として排除するがん免疫監視機構を備えている。この作用はがん化した細胞以外も攻撃する可能性があるので、正常な細胞は攻撃を抑制するための抗原を提示している（免疫チェックポイント）。しかしがん細胞もまた攻撃を抑制するために同様の抗原を提示することでがん免疫監視機構の抑制を逃れている。免疫チェックポイント阻害剤は、このがん細胞が提示する抗原提示に対して免疫抑制をマスクするように設計されたモノクローナル抗体製剤（monoclonal antibody: MAB）の一種である。免疫抑制が抑制されることによって、CD4+T細胞が強力にがんを排除する。

### 免疫関連有害事象の作用機序
免疫チェックポイント阻害剤（ICI）によって免疫抑制が抑制されたことによって、T細胞が全身の正常な細胞を攻撃する確率が高まる。その結果皮膚などの代謝の早い細胞から、これまでがんとはあまり関係のなかった循環器などにも影響がでるようになった。

### irAEに対する対応
前述のとおり、発症時期・発症場所について予測不能であり重症例があることから、早期発見・早期介入が必要とされる。実際に治療にあたっては、細胞の攻撃を抑制する必要があるので、高用量ステロイド（プレドニゾロン）が主に使われるが、ステロイド抵抗性の場合にはアザチオプリンやMMF、抗 TNFα 抗体（レミケード）などの他の免疫抑制剤が使用されることもある。
副作用がGrade1であればICIの使用は継続されるが、Grade2以上の場合ICIの休薬による様子見、使用の停止の判断がされる。